# Upolo
Upolo ist ein Verwaltungsbezirk (Ward) des Distrikts Nyasa in der tansanischen Region Ruvuma.

## Geografie
Upolo liegt im Südwesten von Tansania etwa 25 Kilometer Luftlinie nordöstlich der Distrikthauptstadt Mbamba Bay. Der Bezirk grenzt im Norden an Kagugu und Mbangamao, im Osten an Mpepai, im Südosten an Tingi, im Südwesten an Lumeme und im Westen an Luhangarasi.
Bei der Volkszählung 2022 lebten 6163 Menschen in 1281 Haushalten auf einer Fläche von 88 Quadratkilometern.

## Gliederung
Der Bezirk besteht aus vier Gemeinden (Mtaa) mit 18 Orten (Kitongoji):
| Upolo - Upolo Kati - Kipwetenga - Siasa - Kiwindi | Lumalu - Lusonga - Luhangai A - Luhangai B - Ndongosi - Matimila | Mapato - Matope A - Matope B - Amani Makolo - Kihereketi - Nyerere | Kilindinda - Kilindind Kati - Lizaboni - Songambele - Lumeme |

## Gesundheit
In der Gemeinde Kilindinda liegt eine öffentliche Apotheke.